# Левіт Василь Олексійович
Василь Олексійович Левіт (нар. 24 лютого 1988, Федоровка, Федоровський район, Костанайська область, КРСР) — казахський боксер-любитель, що виступає у важкій ваговій категорії, срібний призер Олімпійських ігор 2016 року, бронзовий призер чемпіонатів світу (2017, 2019), триразовий чемпіон Азії (2009, 2015 та 2017). Учасник команди «Astana Arlans» у напівпрофесійній лізі WSB.

## Любительська кар'єра

### Чемпіонат світу 2009
- 1/32 фіналу: Переміг Сілвера Льюїса (Канада) — RSC
- 1/16 фіналу: Програв Клементе Руссо (Італія) — 4-14

На Азійських іграх 2010 програв у першому бою Мухаммеду Госсуну (Сирія).

### Чемпіонат світу 2011
- 1/16 фіналу: Переміг Джозефа Вільямса (США) — 14-6
- 1/8 фіналу: Переміг Александра Повернова (Німеччина) — 16-8
- 1/4 фіналу: Програв Ван Сюаньсюань (Китай) — 9-11

### Чемпіонат світу 2015
- 1/8 фіналу: Переміг Жуана Ногейра (Бразилія) — WO
- 1/4 фіналу: Програв Геворгу Манукяну (Україна) — 3-0

### Олімпійські ігри 2016
- 1/8 фіналу: Переміг Юй Фенкая (Китай) — TKO
- 1/4 фіналу: Переміг Кеннеді Сен-П'єрра (Маврикій) — 3-0
- 1/2 фіналу: Переміг Ерісланді Савона (Куба) — 3-0
- Фінал: Програв Євгену Тищенко (Росія) — 0-3

### Чемпіонат світу 2017
- 1/8 фіналу: Переміг Хуана Гонкальвеса (Бразилія) — 5-0
- 1/4 фіналу: Переміг Джейсона Вателея (Австралія) — 5-0
- 1/2 фіналу: Програв Ерісланді Савону (Куба) — 2-3

### Чемпіонат світу 2019
- 1/8 фіналу: Переміг Давида Міхалека (Словаччина) — 5-0
- 1/8 фіналу: Переміг Марата Григоряна (Україна) — 5-0
- 1/4 фіналу: Переміг Хуссейна Ішаіш (Йорданія) — 4-1
- 1/2 фіналу: Програв Хуліо Сезар Кастільйо (Еквадор) — 2-3

На Олімпійських іграх 2020 програв нокаутом в першому бою Енмануелю Реєсу (Іспанія).